# Christopher R. Johnson

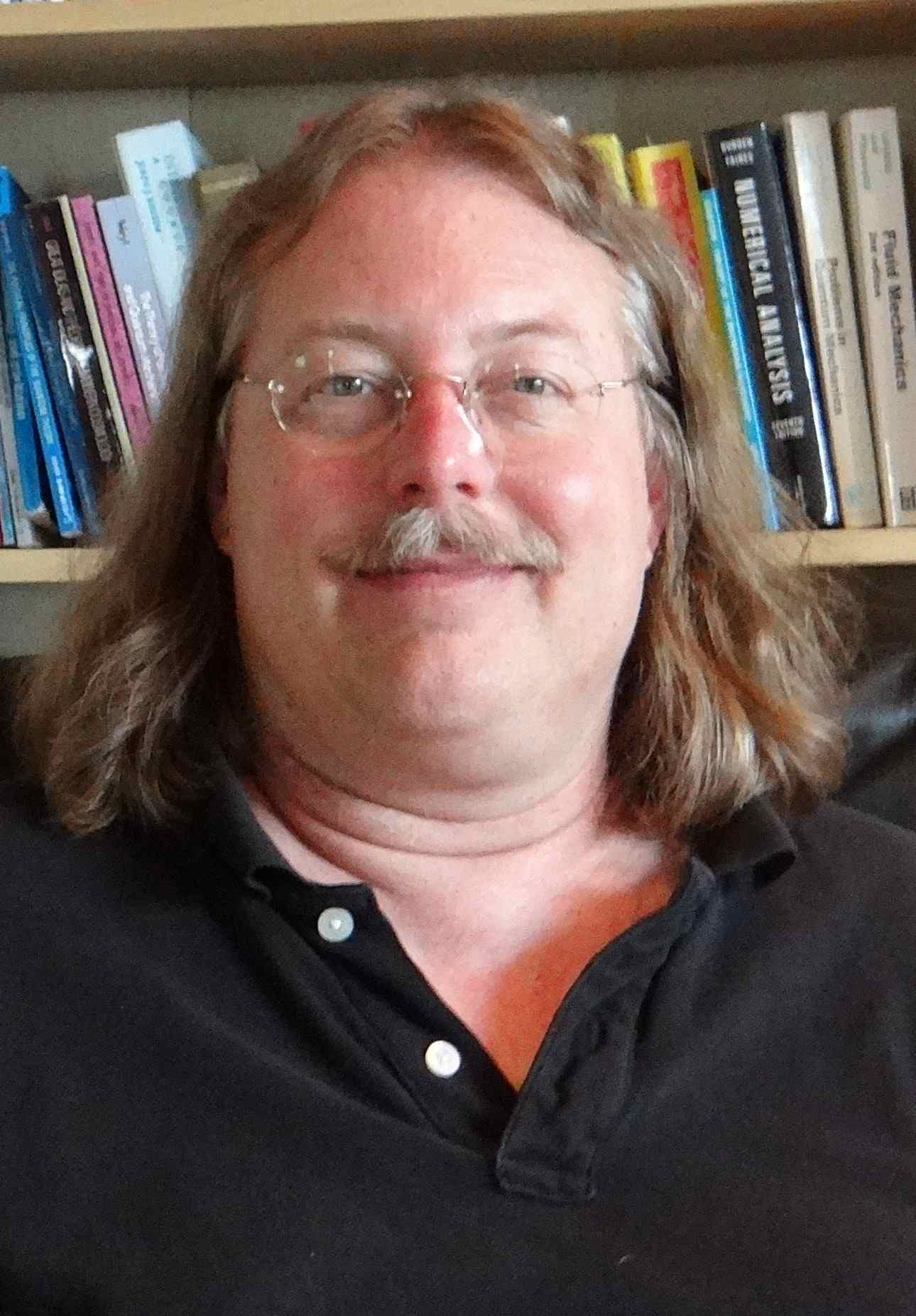
Christopher R. Johnson

Christopher Ray Johnson (* 17. Januar 1960 in Kansas City (Kansas))  ist ein US-amerikanischer Informatiker und Biophysiker, der sich mit wissenschaftlichem Rechnen und Visualisierung befasst.
Johnson studierte Physik an der Wright State University mit dem Bachelor-Abschluss 1982 und an der University of Utah mit dem Master-Abschluss 1984 und der Promotion in medizinischer Biophysik bei Robert Lux 1990 (The Generalized Inverse Problem in Electrocardiography: Theoretical, Computational, and Experimental Results	The Generalized Inverse Problem in Electrocardiography: Theoretical, Computational, and Experimental Results). Ab 1985 lehrte er Physik am Westminster College in Utah und ab 1990 war er Assistant Professor und ab 1996 Associate Professor an der University of Utah. 2003 wurde er Distinguished Professor für Informatik. 
Er war Gründungsdirektor des  Scientific Computing and Imaging Institute (SCI) an der University of Utah, das dort als Forschungsgruppe 1992 entstand. 
1994 erhielt er einen Presidential Young Investigator Award, 1999 die Medaille für Wissenschaft und Technologie des Gouverneurs von Utah, 2012 den Babbage Award der IEEE Computer Society und 2013  den Sidney Fernbach Award. Er ist Fellow der SIAM und der American Association for the Advancement of Science.

## Schriften (Auswahl)
- Herausgeber mit Charles D. Hansen, M. Chen, A.E. Kaufman, H. Hagen: Scientific Visualization: Uncertainty, Multifield, Biomedical, and Scalable Visualization. Mathematics and Visualization. Springer 2014
- mit Charles D. Hansen (Hrsg.), The Visualization Handbook,  Elsevier 2005.